# Porphyrinia perlana
Porphyrinia perlana är en fjärilsart som beskrevs av Jacob Hübner 1830. Porphyrinia perlana ingår i släktet Porphyrinia och familjen nattflyn. Inga underarter finns listade i Catalogue of Life.